# Else Merkel
Else Merkel, geborene Elisabeth Schommer, (* 22. September 1905 in Saarbrücken; † 7. August 1990 ebenda) war eine deutsche Kommunistin, Widerstandskämpferin gegen den Nationalsozialismus und Mitbegründerin der Vereinigung der Verfolgten des Naziregimes – Bund der Antifaschistinnen und Antifaschisten (VVN-BdA e. V.).

## Leben

### Herkunft und Ausbildung
Else Merkel war eines von zehn Kindern einer katholischen Familie in Alt-Saarbrücken. Nach der Volksschule besorgte ihr Vater, ein Buchdrucker, ihr Arbeit bei der Saarbrücker Zeitung.

### Heirat und Engagement in der KPD
1922 lernte sie Karl Merkel kennen, den sie gegen den Willen ihrer Eltern 1924 heiratete. Als ihr Ehemann, ein KPD-Mitglied, seine Stelle verlor, wurde sie als ungelernte Druckerin beim Verlag der Saarbrücker Arbeiter-Zeitung beschäftigt. 1931 trat sie ebenfalls der KPD bei. 1932 wurde sie als Kandidatin für die Stadtratswahl in Saarbrücken aufgestellt.
Wie ihr Mann engagierte sich auch Else Merkel im Abstimmungskampf um das Saargebiet. Als Karl Merkel nach Bekanntgabe des Abstimmungsergebnisses fliehen musste, blieb sie mit ihrem zehnjährigen Sohn in Saarbrücken. Über die Grüne Grenze hielt ihr Ehemann den Kontakt zur Familie aufrecht. Merkel war auch selbst aktiv am Widerstand beteiligt und arbeitete als Geldkurierin für die Rote Hilfe. 1936 wurde sie durch den festgenommenen Oswald Gentes enttarnt, blieb aber zunächst auf freiem Fuß. 1936 wurde sie einmal verhört, nachdem die Frau des festgenommenen Kommunisten Emil Nolthen sie angezeigt hatte.

### Emigration
Anschließend emigrierte sie nach Forbach, während ihr Sohn bei den Schwiegereltern verblieb.
Von Forbach aus ging Merkel nach Paris, wo sie sich ihren Lebensunterhalt mit kleineren Tätigkeiten finanzierte. Nach Kriegsbeginn wurde sie zusammen mit Anna Lenz aufgegriffen und im Camp de Gurs interniert. Sie entging der deutschen Besetzung durch die Hilfe von Hermann Ratering, der sich als ihr Mann ausgab, und verbrachte die restlichen Kriegsjahre im unbesetzten Teil Frankreichs, wo sie als Mitglied der Résistance mit dem Verteilen von Flugblättern weiter Widerstand leistete. Zwei Soldaten half sie bei deren Fahnenflucht.

### Rückkehr in das Saarland
Nach dem Ende des Zweiten Weltkriegs kehrte sie ins Saarland zurück. Ihr Mann war inzwischen im Spanischen Bürgerkrieg gefallen. Ihren Lebensunterhalt bestritt sie als ungelernte Arbeiterin. Sie wurde in der KP-Saar aktiv und Mitbegründerin der Vereinigung der Verfolgten des Naziregimes – Bund der Antifaschistinnen und Antifaschisten (VVN-BdA e. V.). Von 1979 bis zu ihrem Tod begleitete sie als Zeitzeugin eine „Alternative Stadtrundfahrt“ des VVN-BdA und der Volkshochschule in Saarbrücken.

## Ehrungen
Am 10. November 1988 wurde sie vom damaligen SPD-Ministerpräsidenten Oskar Lafontaine mit dem Saarländischen Verdienstorden ausgezeichnet (amtliche Bekanntgabe am 27. Juni 1989).